# Корисні копалини Венесуели
У надрах Венесуели зосереджені великі запаси нафти, природного газу, зал. руд; розвідані родов. руд нікелю, кобальту, міді, поліметалів, відомі також родов. кам. вугілля, бокситів, сірки, азбесту, фосфоритів, алмазів:
Основні корисні копалини Венесуели станом на 1998—1999 рр.
| Корисні копалини               | Запаси       | Запаси   | Вміст корисного компоненту в рудах, % | Частка у світі, % |
| Корисні копалини               | Підтверджені | Загальні | Вміст корисного компоненту в рудах, % | Частка у світі, % |
| Алмази, млн кар.               |              | 1,3      |                                       | 0,2               |
| Боксити, млн т                 | 320          | 965      | 50 (Al2O3)                            | 1,2               |
| Залізні руди, млн т            | 2000         | 4500     | 60 (Fe)                               | 1,2               |
| Золото, т                      | 255          | 517      | 1,4–9 г/т                             | 0,5               |
| Марганцеві руди, млн т         | 3            | 5        | 30 (Mn)                               | 0,1               |
| Мідь, тис. т                   | 60           | 300      | 1,5 (Cu)                              |                   |
| Нафта, млн т                   | 9820         |          |                                       | 7,1               |
| Нікель, тис. т                 | 430          | 860      | 1,27 (Ni)                             | 0,9               |
| Природний горючий газ, млрд м³ | 4050         |          |                                       | 2,8               |
| Свинець, тис. т                | 100          | 230      | 7 (Pb)                                | 0,1               |
| Вугілля, млн т                 | 1145         | 3935     |                                       |                   |
| Фосфорити, млн т               | 5            | 59       | 25 (Р2О5)                             | 0,1               |
| Хромові руди, млн т            |              | 20       | 2,7 (Cr2O3)                           |                   |
| Цинк, тис. т                   | 350          | 800      | 26 (Zn)                               | 0,1               |

## Окремі види корисних копалин
Нафта і газ. За запасами нафти Венесуела займає 1-ше місце в Америці (1999). У 1994 розвідані ресурси сирої нафти у Венесуелі оцінювалися в 8,6 млрд т. Але значна частина цієї нафти належить до важких сортів і представляє труднощі для переробки. У країні відкрито понад 260 родовищ нафти і газу. Відомо 5 нафтогазоносних басейнів, найбільший за запасами — Маракайбський нафтогазоносний басейн, де відкрито близько 70 родовищ нафти, в тому числі унікальна прибережно-морська зона нафтогазонакопичення Болівар. Інший великий нафтогазоносний басейн — Орінокський (25 % запасів нафти, 35 % газу). Тут відкрито понад 180 родовищ нафти і газу. Найбільші родовища нафти: Офісіна, Мате, Гуара. Загальні запаси нафти Венесуели оцінюються в 2,8 млрд т., газу — 1,3 трлн м³.
Початкові ресурси газу у Венесуелі оцінюються в 12964 трлн м³. У венесуельській частині басейну Маракайбо (на північному заході країни) розвідані відносно великі запаси газу, але це на 90 % розчинений газ нафтових родовищ. Відкрито 4 газових родовища. Розчинений газ еоцен-міоценових відкладів родовищ зони Болівар жирний, із вмістом важких гомологів метану до 16 %. У Орінокському НГБ (на сході країни) міститься 35 % запасів газу. Відкрито 17 газових родовищ, в тому числі 14 — на акваторії. За оцінками British Petroleum на 2003 р у Венесуелі запаси нафти 78 млрд бар., частка у світі — 7 %, за рівнем споживання майбутній продуктивний період — 74 р. Запаси газу (трлн. м³), частка у світі і роки видобутку, що залишилися у Венесуелі 4 (3 %), понад 100 років.
Венесуела має також в своєму розпорядженні величезні ресурси важкої нафти у вигляді 65-км смуги бітумінозних пісків в долині, що тягнеться вздовж північного борту р. Оріноко на відстань 625 км.
Вугілля. Промислові запаси вугілля зосереджені в Сьєрра-де-Періха (родовища Качірі, Сокуй, Гуасаре). Загальні запаси вугілля у Венесуелі оцінюються в майже 4 млрд т. Ресурси вугілля в басейні Гуасаре оцінюються в 8300 млн т або 80 % від всіх на території країни, в тому числі запаси 2400 млн т.
Залізо. За запасами залізних руд Венесуела займає 2-ге місце в Латинській Америці. Найбільші родовища розташовані в басейні р. Кароні (штат Болівар в центральній частині країни при злитті рік Оріноко і Кароні: Серро-Болівар, запаси 700 млн т; Сан-Ісідро, 300 млн т; Альтаміра і Ель-Пао, 200 млн т; Марія-Луїса, 150 млн т). Загальні запаси залізної руди — 2,3 млрд т. (достовірні та імовірні).
Нікель. На південь від м. Каракас з корою вивітрювання гіпербазитів пов'язані родовища силікатних нікелевих руд (Лома-де-Ерро та Тінакільо), в рудах яких є значна домішка кобальту. В штаті Болівар відкрите родовище високоякісних бокситів Піхігуаос з прогнозними запасами 500 млн т (вміст Al2O3 60 %).
Боксити. У середині 1970-х років були відкриті великі родовища бокситів. Головні поклади бокситів знаходяться в горах на заході штату Болівар, на півдні від м. Ла-Урбана і на території венесуельської Ґуаяни на сході штату Болівар.
Золото. Прогнозні ресурси золота в країні — 2-5 тис. т, що становить 6-ту позицію у світі (поряд з Австралією, Канадою, Ґаною, Індонезіїєю, Папуа Новою Ґвінеєю, Перу і Чилі). В країні є корінні і розсипні родовища золота; найвідоміші жильні золоторудні родовища — Ель-Кальяо, Ель-Мантеко, Ель-Дорадо. На найбільшому золоторудному родовищі Венесуели — Лас-Крістінес (Las Cristinas) канадська компанія-власник Crystallex International Corp. за участю консультантів з Mine Development Associates (MDA) у 2003 р провела перерахунок підтверджених запасів руд і золота категорій proven+probable (категорії В+С1). Підтверджені запаси руди категорій В+С1 224 млн т з вмістом золота 1,33 г/т, золота — 298 т. Загальні запаси (категорій С1+С2) — 439 млн т руди із вмістом золота 1,09 г/т, або 478,5 т золота. Рудоносна зона має ширину 400 м, довжину — 3 км; зруденіння приурочене до зони розсланцювання і представлене прожилками золото-пірит-халькопірит-карбонат-кварцового складу, які супроводжуються вкрапленістю золотовмісного піриту [Mining Journal. 2003. V.340].
Інші корисні копалини.
Відомі розсипні родовища ільменіту з перспективними запасами 25 млн т. Є невеликі родовища марганцевих, свинцево-цинкових руд та фосфоритів.
З інших корисних копалин потрібно відмітити алмази в районі венесуельської Ґуаяни.